# Dussac
Pour l’article homonyme, voir Paul Dussac.
Dussac est une commune française située dans le département de la Dordogne, en région Nouvelle-Aquitaine.

## Géographie

### Généralités
Dans le quart nord-est du département de la Dordogne, en Nontronnais, la commune de Dussac est bordée par la Loue, un affluent de la Loue.
Proche de la route départementale (RD) 707 et traversé par la RD 67, le bourg de Dussac se situe, en distances orthodromiques, quatre kilomètres à l'ouest de Lanouaille et treize kilomètres à l'est de Thiviers.

### Communes limitrophes
Dussac est limitrophe de six autres communes. Au nord-est, le territoire d'Angoisse est distant d'environ 420 mètres.
| Sarrazac                  |        | Sarlande                 |
| Saint-Sulpice-d'Excideuil | Dussac | Lanouaille               |
| Clermont-d'Excideuil      |        | Saint-Médard-d'Excideuil |

### Géologie et relief

#### Géologie
Situé sur la plaque nord du Bassin aquitain et bordé à son extrémité nord-est par une frange du Massif central, le département de la Dordogne présente une grande diversité géologique. Les terrains sont disposés en profondeur en strates régulières, témoins d'une sédimentation sur cette ancienne plate-forme marine. Le département peut ainsi être découpé sur le plan géologique en quatre gradins différenciés selon leur âge géologique. Dussac est dans le gradin extrême nord-est que constitue le dernier contrefort du Massif central, avec des roches cristallines formées à l'ère primaire, antérieurement au Carbonifère.
Les couches affleurantes sur le territoire communal sont constituées de formations superficielles du Quaternaire datant du Cénozoïque et de roches sédimentaires du Mésozoïque et du Paléozoïque, ainsi que de roches métamorphiques. La formation la plus ancienne, notée ζ1-2S, se compose de gneiss quartzo-plagioclastiques à deux micas ou biotite seule et sillimanite et parfois microcline (Néoprotérozoïque à Cambrien). La formation la plus récente, notée CFp, fait partie des formations superficielles de type colluvions indifférenciées de versant, de vallon et plateaux issues d'alluvions, molasses, altérites. Le descriptif de ces couches est détaillé dans  les feuilles « no 735 - Thiviers » et « no 736 - Saint-Yrieix-la-Perche » de la carte géologique au 1/50 000 de la France métropolitaine, et leurs notices associées,.

Carte géologique de Dussac.

#### Relief et paysages
Le département de la Dordogne se présente comme un vaste plateau incliné du nord-est (491 m, à la forêt de Vieillecour dans le Nontronnais, à Saint-Pierre-de-Frugie) au sud-ouest (2 m à Lamothe-Montravel). L'altitude du territoire communal varie quant à elle entre 198 m au sud-est près du lieu-dit Gandumas, à l'endroit où la Loue quitte la commune pour servir de limite entre celles de Lanouaille et Saint-Médard-d'Excideuil et 347 ou 348 mètres au nord, près du lieu-dit les Bois de la Beaugerie.
Dans le cadre de la Convention européenne du paysage entrée en vigueur en France le 1er juillet 2006, renforcée par la loi du 8 août 2016 pour la reconquête de la biodiversité, de la nature et des paysages, un atlas des paysages de la Dordogne a été élaboré sous maîtrise d’ouvrage de l’État et publié en octobre 2020. Les paysages du département s'organisent en huit unités paysagères et 14 sous-unités. La commune est dans l'unité paysagère du « Périgord limousin » qui correspond à la région naturelle du Nontronnais. Ce territoire forme un plateau collinaire aux pentes douces et sommets arasés, d’altitude moyenne autour des 300 m dont le point culminant est également celui de la Dordogne. Ce plateau cristallin est vallonné et dominé par les prairies aux horizons boisés. Il est entaillé de vallées profondes aux versants forestiers,.
La superficie cadastrale de la commune publiée par l'Insee, qui sert de référence dans toutes les statistiques, est de 20,26 km2,. La superficie géographique, issue de la BD Topo, composante du Référentiel à grande échelle produit par l'IGN, est quant à elle de 20,63 km2.

### Hydrographie

#### Réseau hydrographique
La commune est située dans le bassin de la Dordogne au sein du Bassin Adour-Garonne. Elle est drainée par la Loue, le Lavaud, le Ravillou, la Torte Sabate, le Pontillou, le Buisson, le Cachinaud, le Mulet et par divers petits cours d'eau, qui constituent un réseau hydrographique de 32 km de longueur totale,.
La Loue, d'une longueur totale de 50,87 km, prend sa source dans la Haute-Vienne dans la commune de Saint-Yrieix-la-Perche et se jette dans l'Isle en rive gauche à Coulaures,. Elle limite la commune à l'est sur cinq kilomètres et demi face à Lanouaille et son affluent le Mulet sur plus de trois kilomètres au nord-est face à Sarlande.
Le Ravillou, d'une longueur totale de 13,13 km, prend sa source dans le sud-ouest de la commune et se jette dans la Loue en rive droite, en limite de Coulaures et Saint-Pantaly-d'Excideuil. Il arrose le territoire communal sur 600 mètres.
Trois autre affluents de rive droite de la Loue baignent la commune :
- dans le nord-est, le Buisson qui prend sa source au lieu-dit les Ramières et l'arrose sur trois kilomètres
- le Pontillou qui prend sa source au lieu-dit les Tières, dans le sud qu'il baigne sur 170 mètres ;
- le Mulet qui sert de limite naturelle au nord-est sur plus de trois kilomètres face à Sarlande.

Le Lavaud, d'une longueur totale de 11,7 km, prend sa source dans le nord-ouest du territoire communal et se jette dans l'Isle en rive gauche en limite de Nanthiat et de Sarrazac, face à Nantheuil. Il baigne la commune sur près de deux kilomètres et demi dont 650 mètres en limite de Saint-Sulpice-d'Excideuil.
Son affluent de rive droite le Cachinaud sert de limite communale au nord-ouest sur plus de deux kilomètres et demi face à Sarrazac.
La Torte Sabate, autre affluent de rive gauche de l'Isle, naît dans l'ouest de la commune qu'elle arrose sur plus d'un kilomètre.

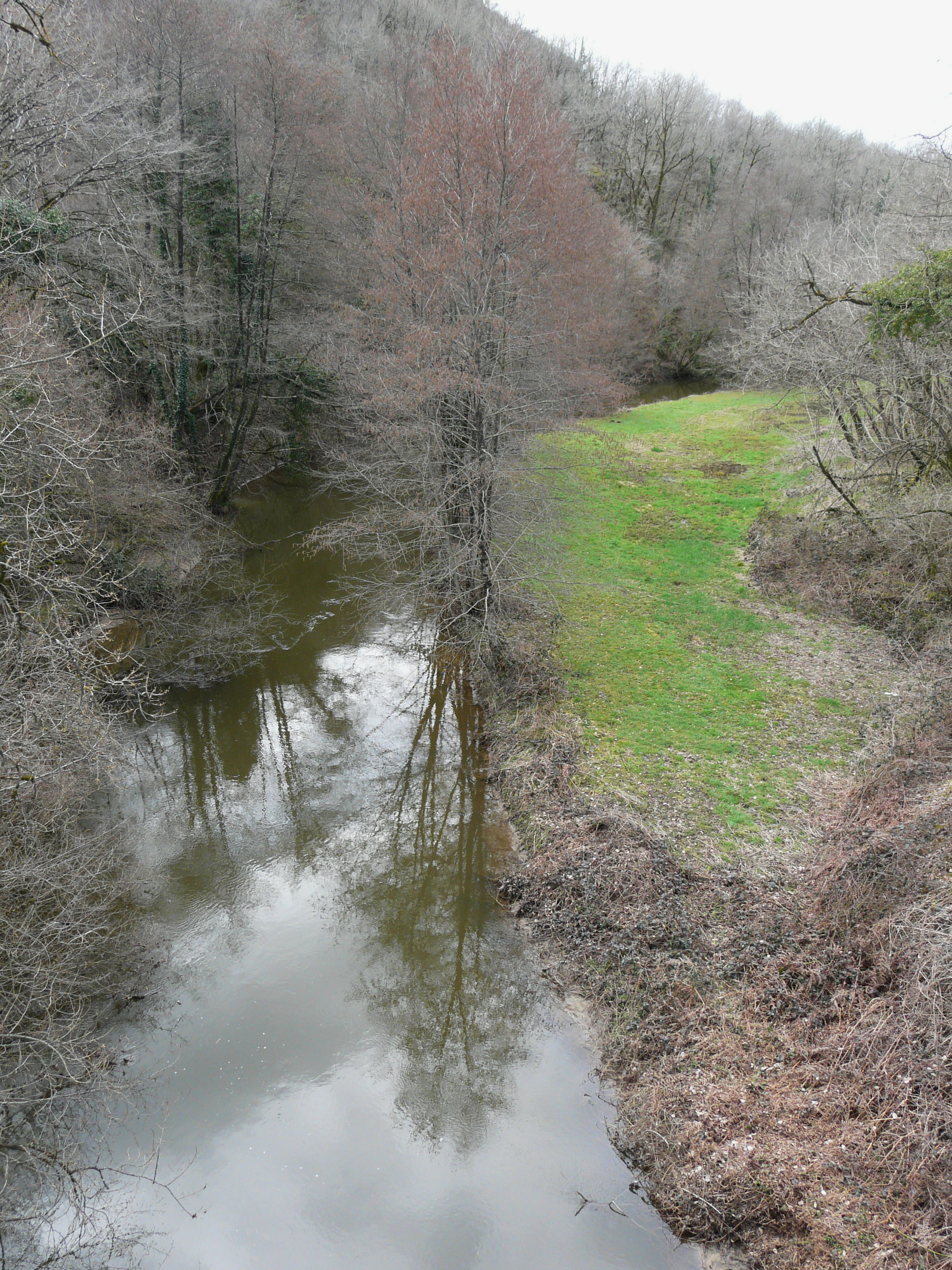
La Loue au pont de la RD 707, en limite de Lanouaille (à gauche) et Dussac.
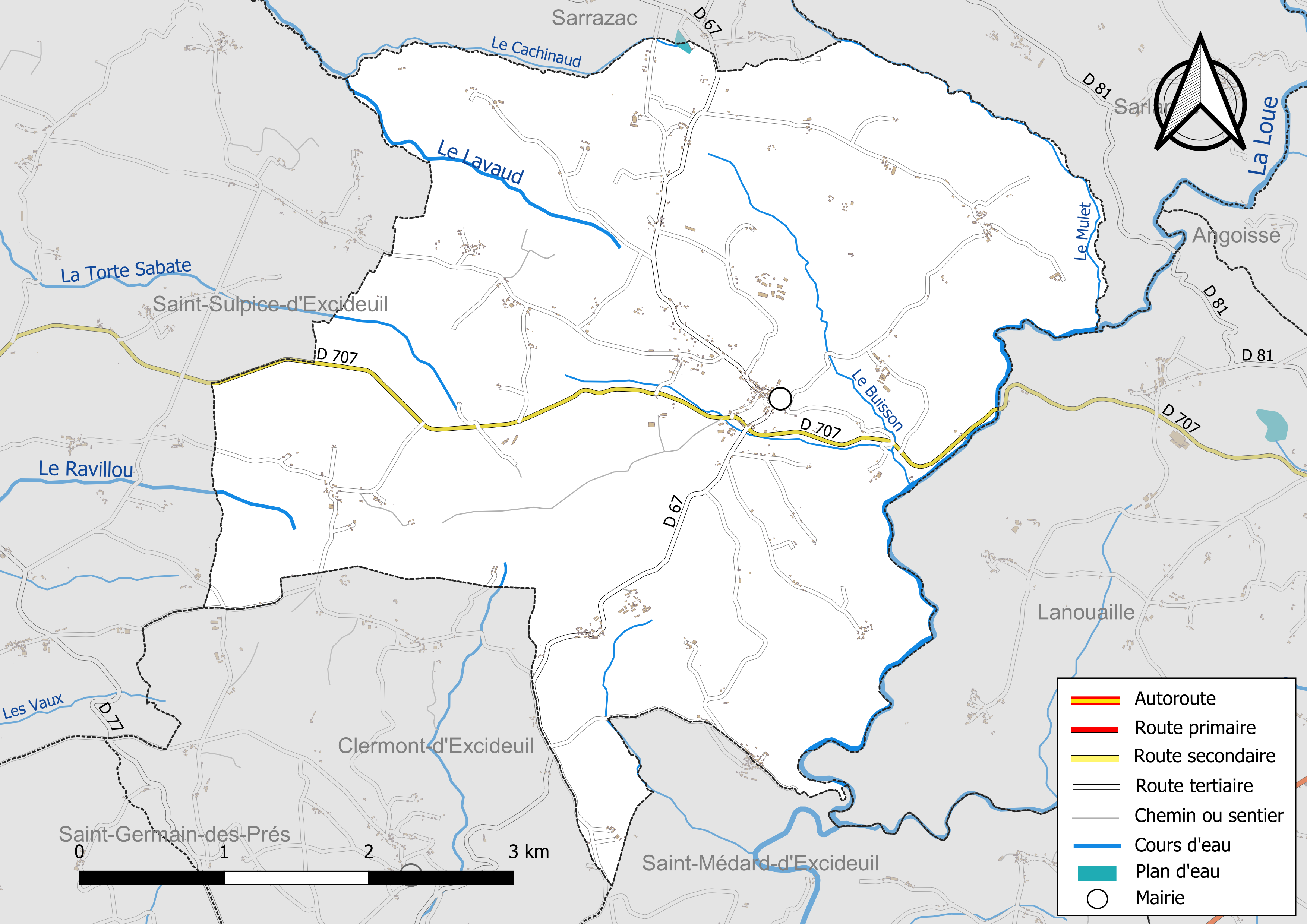
Réseaux hydrographique et routier de Dussac.

#### Gestion et qualité des eaux
Le territoire communal est couvert par le schéma d'aménagement et de gestion des eaux (SAGE) « Isle - Dronne ». Ce document de planification, dont le territoire regroupe les bassins versants de l'Isle et de la Dronne, d'une superficie de 7 500 km2, a été approuvé le 2 août 2021. La structure porteuse de l'élaboration et de la mise en œuvre est l'établissement public territorial de bassin de la Dordogne (EPIDOR). Il définit sur son territoire les objectifs généraux d’utilisation, de mise en valeur et de protection quantitative et qualitative des ressources en eau superficielle et souterraine, en respect des objectifs de qualité définis dans le troisième SDAGE  du Bassin Adour-Garonne qui couvre la période 2022-2027, approuvé le 10 mars 2022.
La qualité des eaux de baignade et des cours d’eau peut être consultée sur un site dédié géré par les agences de l’eau et l’Agence française pour la biodiversité.

### Climat
Pour des articles plus généraux, voir Climat de la Nouvelle-Aquitaine et Climat de la Dordogne.
Historiquement, la commune est exposée à un climat océanique aquitain.  
En 2020, Météo-France publie une typologie des climats de la France métropolitaine dans laquelle la commune est exposée à un climat océanique altéré et est dans la région climatique  Ouest et nord-ouest du Massif Central, caractérisée par une pluviométrie annuelle de 900 à 1 500 mm, maximale en automne et en hiver.
Pour la période 1971-2000, la température annuelle moyenne est de 11,8 °C, avec  une amplitude thermique annuelle de 14,9 °C. Le cumul annuel moyen de précipitations est de 1 060 mm, avec 12,9 jours de précipitations en janvier et 7,6 jours en juillet. Pour la période 1991-2020, la température moyenne annuelle observée sur la station météorologique la plus proche, située sur la commune de La Coquille à 18 km à vol d'oiseau, est de 12,1 °C et le cumul annuel moyen de précipitations est de 1 178,8 mm,. Pour l'avenir, les paramètres climatiques de la commune estimés pour 2050 selon différents scénarios d’émission de gaz à effet de serre sont consultables sur un site dédié publié par Météo-France en novembre 2022.

## Urbanisme

### Typologie
Au 1er janvier 2024, Dussac est catégorisée commune rurale à habitat très dispersé, selon la nouvelle grille communale de densité à 7 niveaux définie par l'Insee en 2022.
Elle est située hors unité urbaine et hors attraction des villes,.

### Occupation des sols
L'occupation des sols de la commune, telle qu'elle ressort de la base de données européenne d’occupation biophysique des sols Corine Land Cover (CLC), est marquée par l'importance des territoires agricoles (70,6 % en 2018), une proportion sensiblement équivalente à celle de 1990 (70,3 %). La répartition détaillée en 2018 est la suivante : 
zones agricoles hétérogènes (48,4 %), forêts (26,8 %), prairies (15,1 %), terres arables (4,7 %), cultures permanentes (2,4 %), zones urbanisées (1,3 %), milieux à végétation arbustive et/ou herbacée (1,2 %). L'évolution de l’occupation des sols de la commune et de ses infrastructures peut être observée sur les différentes représentations cartographiques du territoire : la carte de Cassini (XVIIIe siècle), la carte d'état-major (1820-1866) et les cartes ou photos aériennes de l'IGN pour la période actuelle (1950 à aujourd'hui).

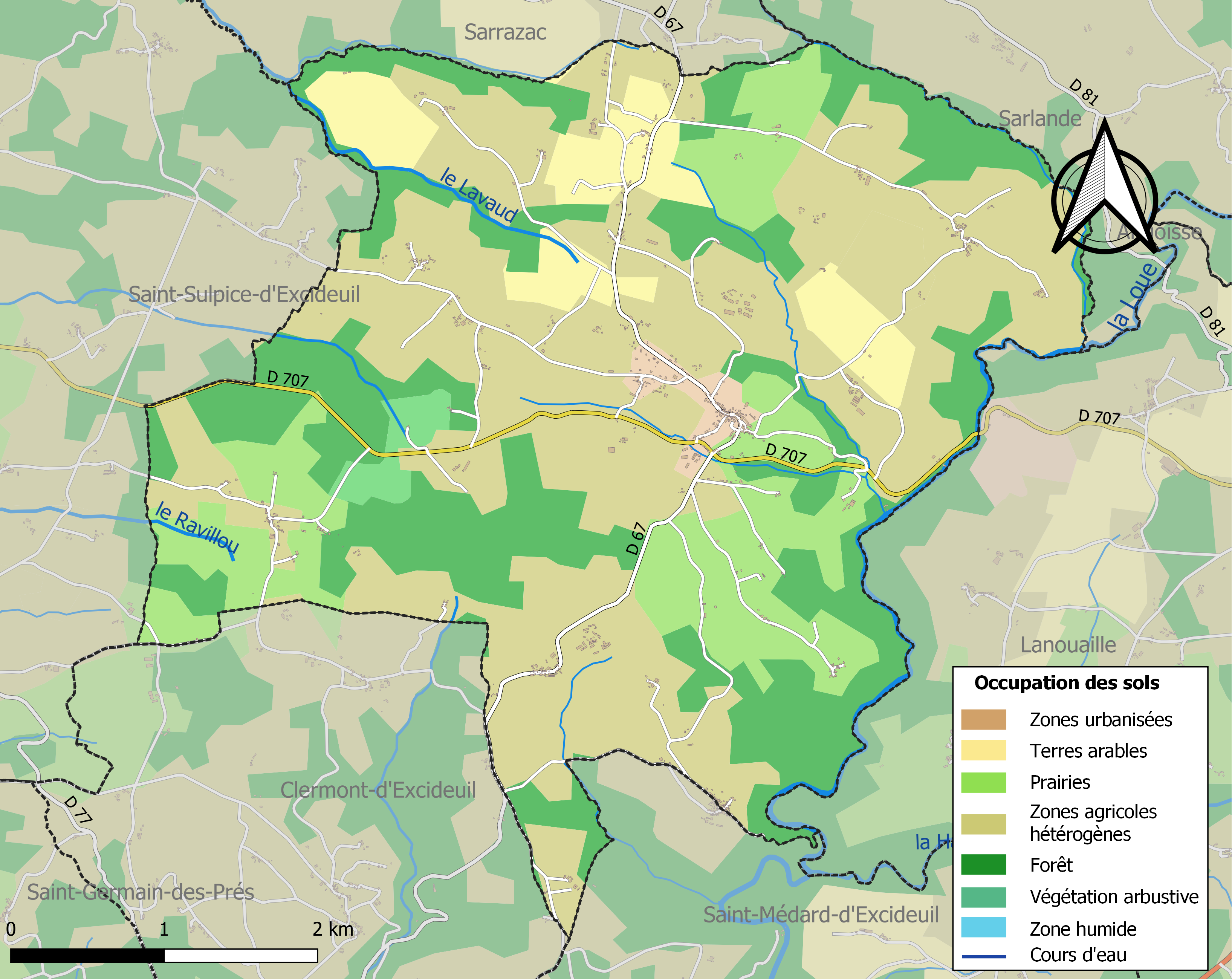
Carte des infrastructures et de l'occupation des sols de la commune en 2018 (CLC).

### Prévention des risques
Le territoire de la commune de Dussac est vulnérable à différents aléas naturels : météorologiques (tempête, orage, neige, grand froid, canicule ou sécheresse), feux de forêts, mouvements de terrains et séisme (sismicité très faible). Il est également exposé à un risque particulier : le risque de radon. Un site publié par le BRGM permet d'évaluer simplement et rapidement les risques d'un bien localisé soit par son adresse soit par le numéro de sa parcelle.

#### Risques naturels
Dussac est exposée au risque de feu de forêt. L’arrêté préfectoral du 14 mars 2013 fixe les conditions de pratique des incinérations et de brûlage dans un objectif de réduire le risque de départs d’incendie. À ce titre, des périodes sont déterminées : interdiction totale du 15 février au 15 mai et du 15 juin au 15 octobre, utilisation réglementée du 16 mai au 14 juin et du 16 octobre au 14 février. En septembre 2020, un plan inter-départemental de protection des forêts contre les incendies (PidPFCI) a été adopté pour la période 2019-2029,.

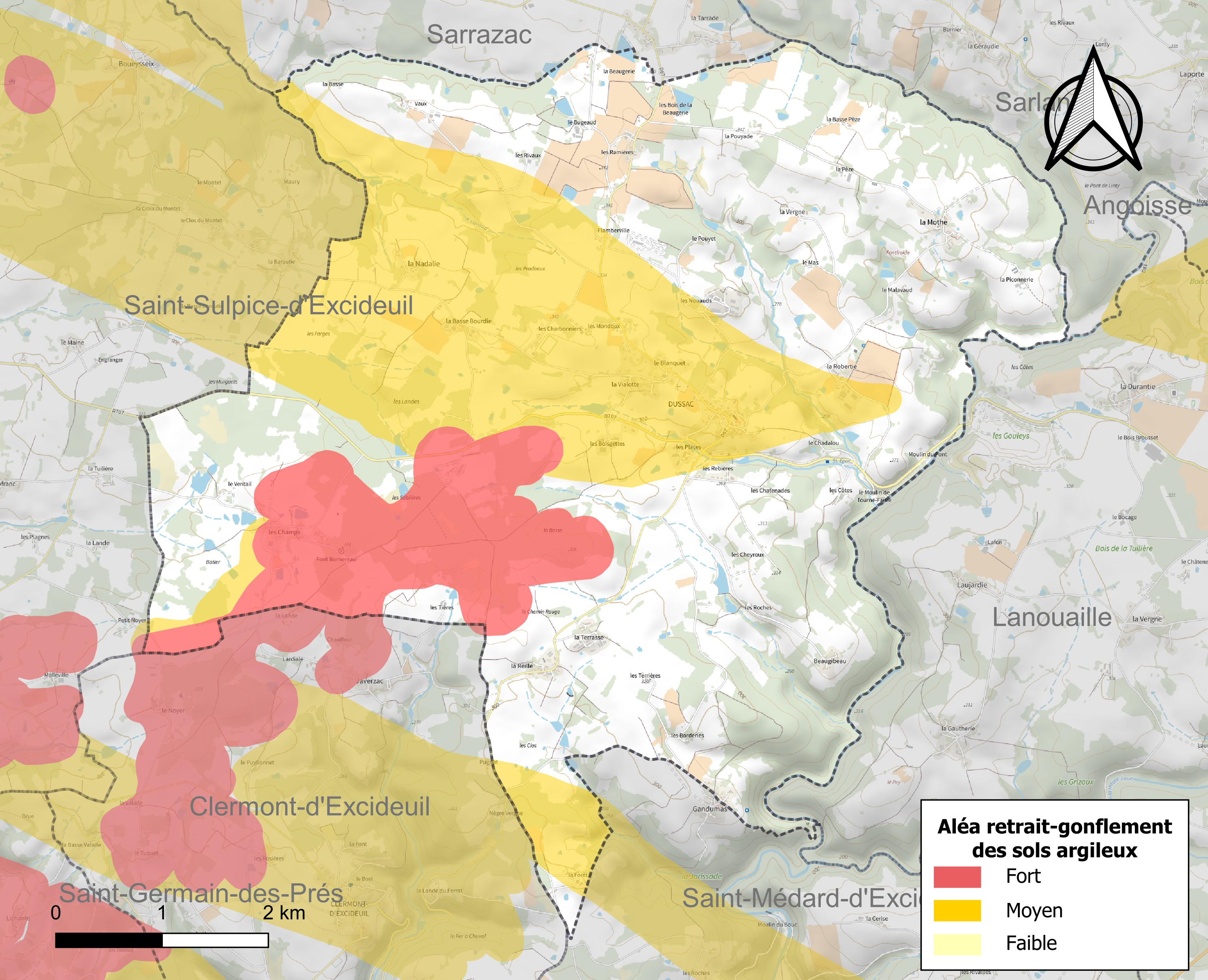
Carte des zones d'aléa retrait-gonflement des sols argileux de Dussac.

Les mouvements de terrains susceptibles de se produire sur la commune sont des tassements différentiels. Le retrait-gonflement des sols argileux est susceptible d'engendrer des dommages importants aux bâtiments en cas d’alternance de périodes de sécheresse et de pluie. 38,5 % de la superficie communale est en aléa moyen ou fort (58,6 % au niveau départemental et 48,5 % au niveau national métropolitain). Depuis le 1er octobre 2020, en application de la loi ÉLAN, différentes contraintes s'imposent aux vendeurs, maîtres d'ouvrages ou constructeurs de biens situés dans une zone classée en aléa moyen ou fort,.
La commune a été reconnue en état de catastrophe naturelle au titre des dommages causés par les inondations et coulées de boue survenues en 1982, 1988, 1993, 1999 et 2007, par la sécheresse en 2003 et 2011 et par des mouvements de terrain en 1999.

#### Risque particulier
Dans plusieurs parties du territoire national, le radon, accumulé dans certains logements ou autres locaux, peut constituer une source significative d’exposition de la population aux rayonnements ionisants. Selon la classification de 2018, la commune de Dussac est classée en zone 3, à savoir zone à potentiel radon significatif.

## Toponymie
L'appellation de la commune provient du nom d'un personnage gallo-roman Doccius suivi du suffixe -acum, signifiant « domaine de Doccius ».
En français comme en occitan, la commune porte le même nom.

## Histoire
Le lieu est occupé depuis au moins le XIIe siècle, période à laquelle a été construite la coupole de l'église paroissiale.
Les premières mentions du nom du lieu apparaissent au XIVe siècle, sous les formes « Duyschac » en 1337 puis Duchacum en 1365.

## Politique et administration

### Rattachements administratifs
La commune de Dussac a, dès 1790, été rattachée au canton de Dussac qui dépendait du district d'Excideuil jusqu'en 1795, date de suppression des districts. Lorsque ce canton est supprimé par la loi du 8 pluviôse an IX (28 janvier 1801) portant sur la « réduction du nombre de justices de paix », la commune est rattachée au canton de Lanouaille nouvellement créé et dépendant de l'arrondissement de Nontron.

### Intercommunalité
Fin 2002, Dussac rejoint la communauté de communes Auvézère Loue qui, quelques mois plus tard, prend le nom de communauté de communes du Pays de Lanouaille. Celle-ci, agrandie en 2017, prend le nom de communauté de communes Isle-Loue-Auvézère en Périgord.

### Administration municipale
La population de la commune étant comprise entre 100 et 499 habitants au recensement de 2017, onze conseillers municipaux ont été élus en 2020,.

### Liste des maires

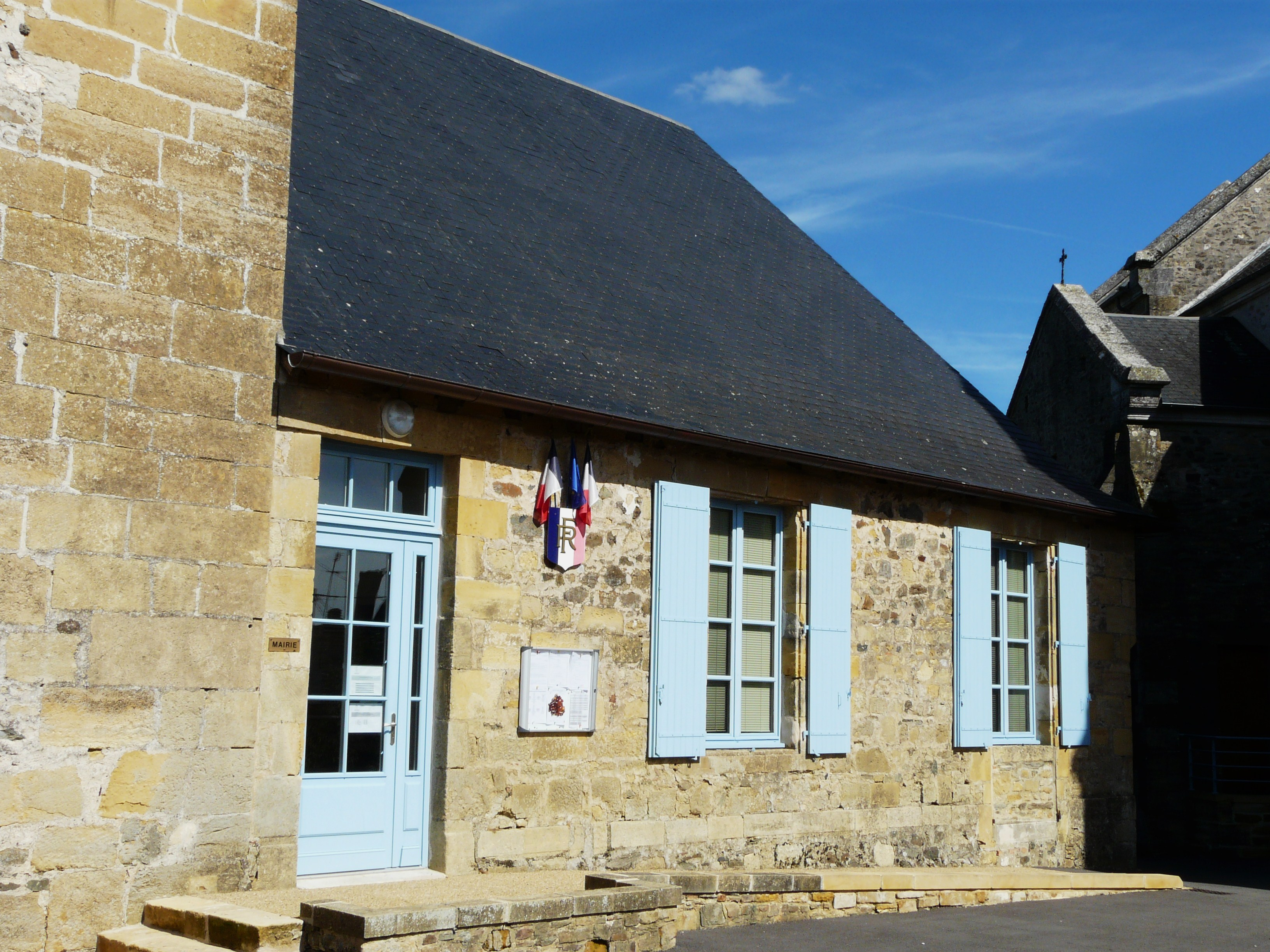
La mairie.

| Période                                  | Période       | Identité              | Étiquette | Qualité                                         |
| ---------------------------------------- | ------------- | --------------------- | --------- | ----------------------------------------------- |
| Les données manquantes sont à compléter. |               |                       |           |                                                 |
| 1793                                     | 1800          | Bernard Sarlandie     |           |                                                 |
| 1800                                     | 1800          | Aubin Gay             |           | Agent, maire provisoire                         |
| 1800                                     | 1803          | Jean Baptiste Methout |           |                                                 |
| 1803                                     | 1808          | François Blondy       |           |                                                 |
| 1808                                     | 1839          | Pierre Larobertie     |           |                                                 |
| 1839                                     | 1846          | Granger des Ramières  |           |                                                 |
| 1846                                     | 1850          | Pierre Larobertie     |           |                                                 |
| 1850                                     | 1853          | L. Courthille         |           |                                                 |
| 1853                                     | 1855          | Léonard Tallet        |           |                                                 |
| 1855                                     | novembre 1863 | Pierre Larobertie     |           |                                                 |
| novembre 1863                            | 1864          | Bernard Javanaud      |           | Adjoint faisant fonctions de maire              |
| 1864                                     | 1869          | François Chastenet    |           |                                                 |
| 1869                                     | 1870          | Léon de Foucauld      |           |                                                 |
| 1870                                     | 1872          | Bernard Javanaud      |           |                                                 |
| 1872                                     | 1875          | Tallet Méry           |           |                                                 |
| 1875                                     | 1876          | François Grangetas    |           |                                                 |
| 1876                                     | janvier 1881  | Bernard Javanaud      |           |                                                 |
| janvier 1881                             | 1882          | Fernand De Foucauld   |           |                                                 |
| 1882                                     | 1883          | François Grangetas    |           | Adjoint faisant fonctions de maire              |
| 1883                                     | mai 1884      | Joseph Sarlandie      |           | Conseiller municipal faisant fonctions de maire |
| mai 1884                                 | 1897          | Joseph Sarlandie      |           |                                                 |
| mai 1897                                 | 1902          | Darnet Tallet (Méry)  |           |                                                 |
| avril 1902                               | mai 1904      | Joseph Sarlandie      |           |                                                 |
| mai 1904                                 | mai 1912      | Pierre Grangetas      |           |                                                 |
| mai 1912                                 | mars 1918     | Joseph Sarlandie      |           |                                                 |
| mars 1918                                | décembre 1919 | Bernard Javanaud      |           | Adjoint faisant fonctions de maire              |
| décembre 1919                            | mai 1929      | Bernard Javanaud      |           |                                                 |
| mai 1929                                 | juillet 1929  | Gaston Faugère        |           |                                                 |
| juillet 1929                             | mai 1933      | Léonard Lagorce       |           |                                                 |
| mai 1933                                 | juillet 1933  | Jean Thomasson        |           | Adjoint faisant fonctions de maire              |
| juillet 1933                             | 1939          | Jean Thomasson        |           |                                                 |
| 1939                                     | 1939          | Edmond Migout         |           |                                                 |
| 1939                                     | novembre 1944 | Délégation spéciale   |           |                                                 |
| novembre 1944                            | novembre 1947 | Edmond Migout         |           |                                                 |
| novembre 1947                            | mai 1953      | Émile Favard          |           |                                                 |
| mai 1953                                 | mars 1971     | Edmond Migout         |           |                                                 |
| mars 1971                                | mars 1989     | Émile Imbeau          | PCF       |                                                 |
| mars 1989                                | mars 2001     | Bernard Raynaud       |           |                                                 |
| mars 2001 (réélu en mai 2020)            | En cours      | Philippe Rousseau     | SE        | Gérant de société                               |

## Équipements et services publics

### Eau
En 2024, la commune dépend du Syndicat intercommunal d'alimentation en eau potable (SIAEP) du Nord Est Périgord.

### Enseignement
En 2013, Dussac est organisée en regroupement pédagogique intercommunal (RPI) avec les communes de Sarrazac et de Saint-Sulpice-d'Excideuil au niveau des classes de primaire. La commune assure les classes de maternelle, alors que celles de cours préparatoire et de cours élémentaire s'effectuent à Saint-Sulpice-d'Excideuil, et celles de cours moyen à Sarrazac.

### Justice
Dans le domaine judiciaire, Dussac relève : 
- du tribunal judiciaire, du tribunal pour enfants, du conseil de prud'hommes et du tribunal de commerce de Périgueux ;
- du pôle Nationalité du tribunal judiciaire de Périgueux (compétent uniquement dans le domaine de la nationalité) ;
- de la cour d'appel, du tribunal administratif et de la  cour administrative d'appel de Bordeaux.

## Population et société

### Démographie
L'évolution du nombre d'habitants est connue à travers les recensements de la population effectués dans la commune depuis 1793. Pour les communes de moins de 10 000 habitants, une enquête de recensement portant sur toute la population est réalisée tous les cinq ans, les populations de référence des années intermédiaires étant quant à elles estimées par interpolation ou extrapolation. Pour la commune, le premier recensement exhaustif entrant dans le cadre du nouveau dispositif a été réalisé en 2006.

En 2022, la commune comptait 426 habitants, en évolution de +5,45 % par rapport à 2016 (Dordogne : +0,37 %, France hors Mayotte : +2,11 %).
| 1793  | 1800 | 1806 | 1821  | 1831  | 1836  | 1841  | 1846  | 1851  |
| ----- | ---- | ---- | ----- | ----- | ----- | ----- | ----- | ----- |
| 1 028 | 863  | 810  | 1 087 | 1 005 | 1 063 | 1 016 | 1 085 | 1 045 |

| 1856  | 1861 | 1866  | 1872 | 1876 | 1881 | 1886  | 1891  | 1896  |
| ----- | ---- | ----- | ---- | ---- | ---- | ----- | ----- | ----- |
| 1 050 | 983  | 1 054 | 962  | 924  | 977  | 1 043 | 1 010 | 1 037 |

| 1901  | 1906  | 1911 | 1921 | 1926 | 1931 | 1936 | 1946 | 1954 |
| ----- | ----- | ---- | ---- | ---- | ---- | ---- | ---- | ---- |
| 1 023 | 1 056 | 972  | 864  | 842  | 792  | 747  | 709  | 628  |

| 1962 | 1968 | 1975 | 1982 | 1990 | 1999 | 2006 | 2011 | 2016 |
| ---- | ---- | ---- | ---- | ---- | ---- | ---- | ---- | ---- |
| 629  | 560  | 512  | 460  | 431  | 419  | 380  | 414  | 404  |

| 2021 | 2022 | - | - | - | - | - | - | - |
| ---- | ---- | - | - | - | - | - | - | - |
| 417  | 426  | - | - | - | - | - | - | - |

## Économie

### Emploi
En 2015, parmi la population communale comprise entre 15 et 64 ans, les actifs représentent 170 personnes, soit 41,9 % de la population municipale. Le nombre de chômeurs (quinze) a augmenté par rapport à 2010 (onze) et le taux de chômage de cette population active s'établit à 8,9 %.

### Établissements
Au 31 décembre 2015, la commune compte quarante-quatre établissements, dont dix-neuf au niveau des commerces, transports ou services, douze dans l'agriculture, la sylviculture ou la pêche, six dans la construction, quatre relatifs au secteur administratif, à l'enseignement, à la santé ou à l'action sociale, et trois dans l'industrie.

### Entreprises
Dans l'agroalimentaire, parmi les entreprises dont le siège social est en Dordogne, la société « Industrie Bois Rousseau »  (exploitation forestière), implantée à Dussac, se classe en 13e position quant au chiffre d'affaires hors taxes en 2015-2016, avec 9 384 k€. Tous secteurs confondus, elle se classe parmi les cinquante premières de la Dordogne, quant au chiffre d'affaires à l'exportation : 28e avec 1 600 k€.

## Culture locale et patrimoine

### Lieux et monuments
- Château de Dussac, inscrit au titre des monuments historiques[62]. Les ruines d'un ancien château du XVIe siècle, détruit lors des guerres de religion, ont servi à bâtir l'édifice actuel au XVIIIe siècle[63]. De plan rectangulaire, il est flanqué d'une tourelle aux quatre angles et fait office de groupe scolaire.
- Château de la Robertie, du début du XXe siècle[64].
- Église Saint-Pierre-ès-Liens
- Le village de Gandumas étant partagé entre deux communes, son église Saint-Loup[65] est située sur le territoire de Saint-Médard-d'Excideuil[66].

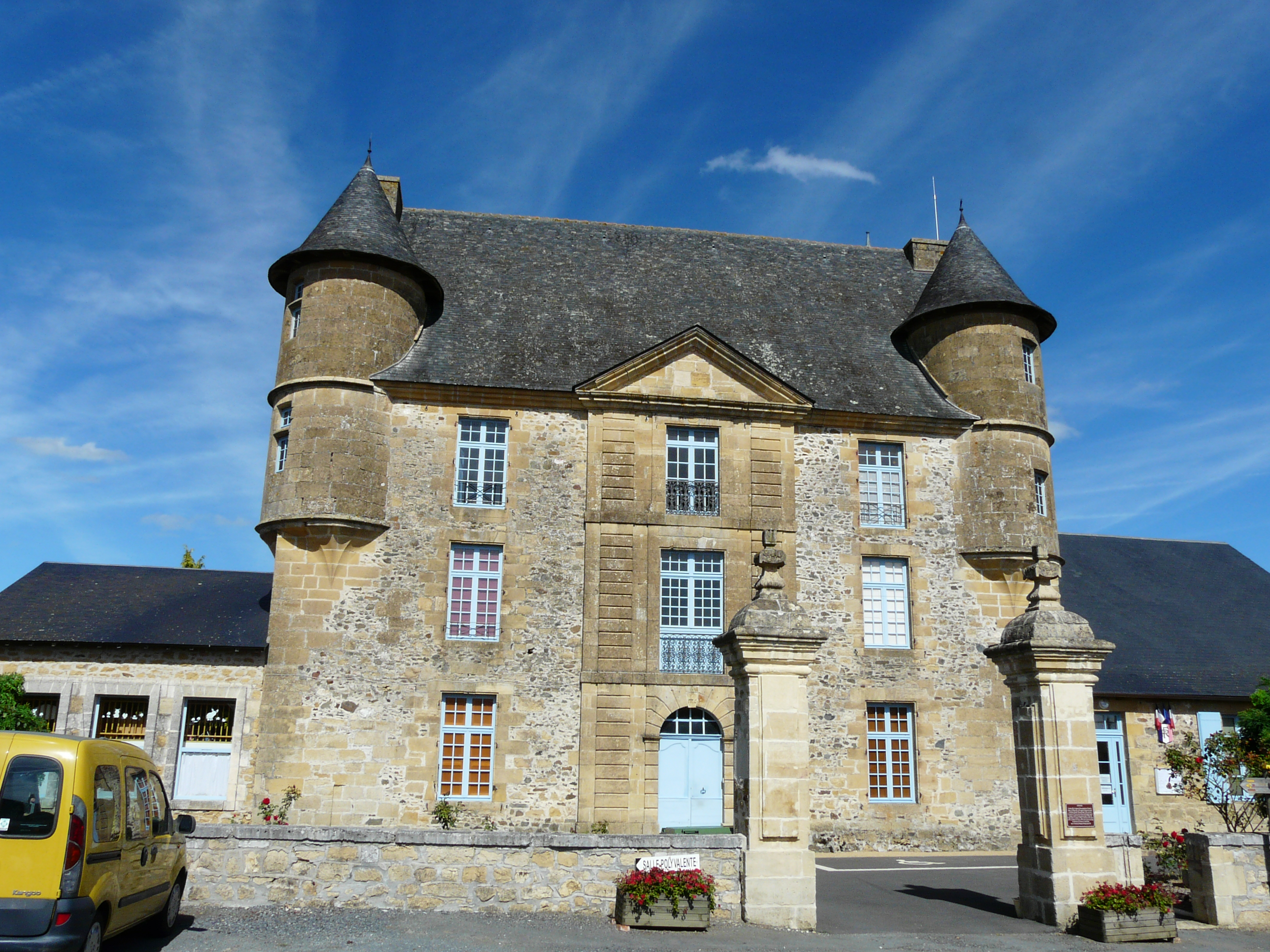
Le château de Dussac.
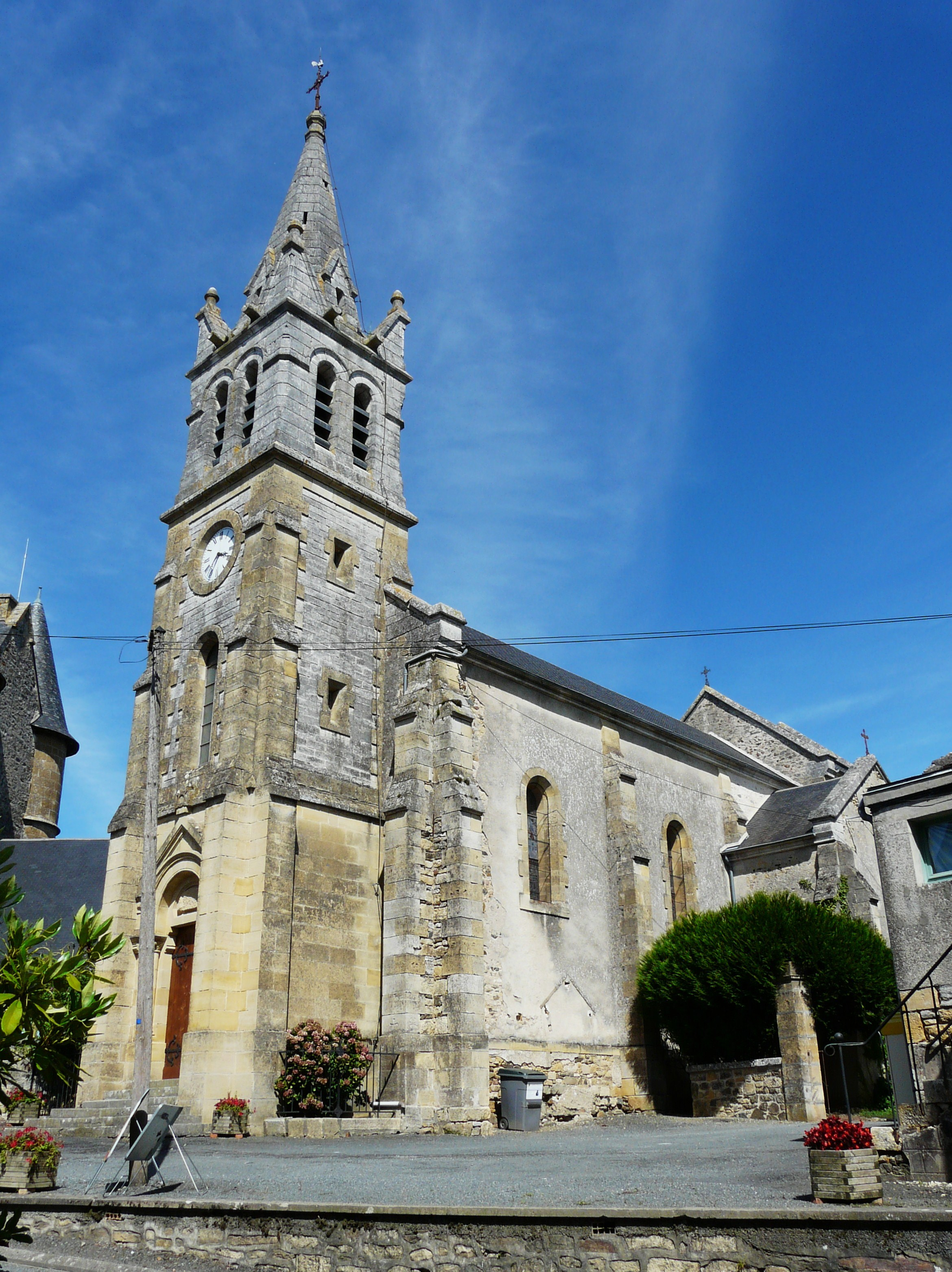
L'église Saint-Pierre-ès-Liens.
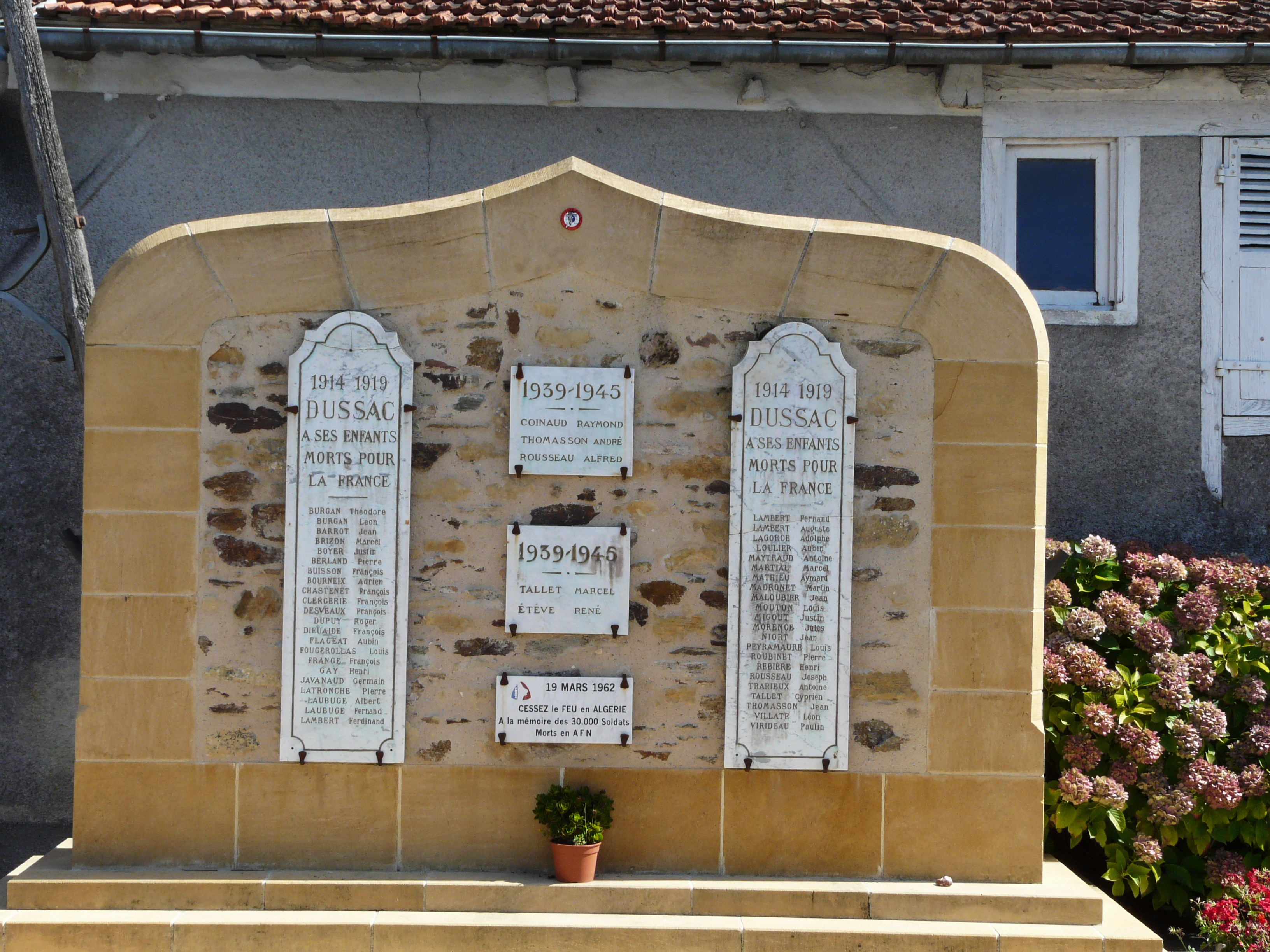
Le monument aux morts.
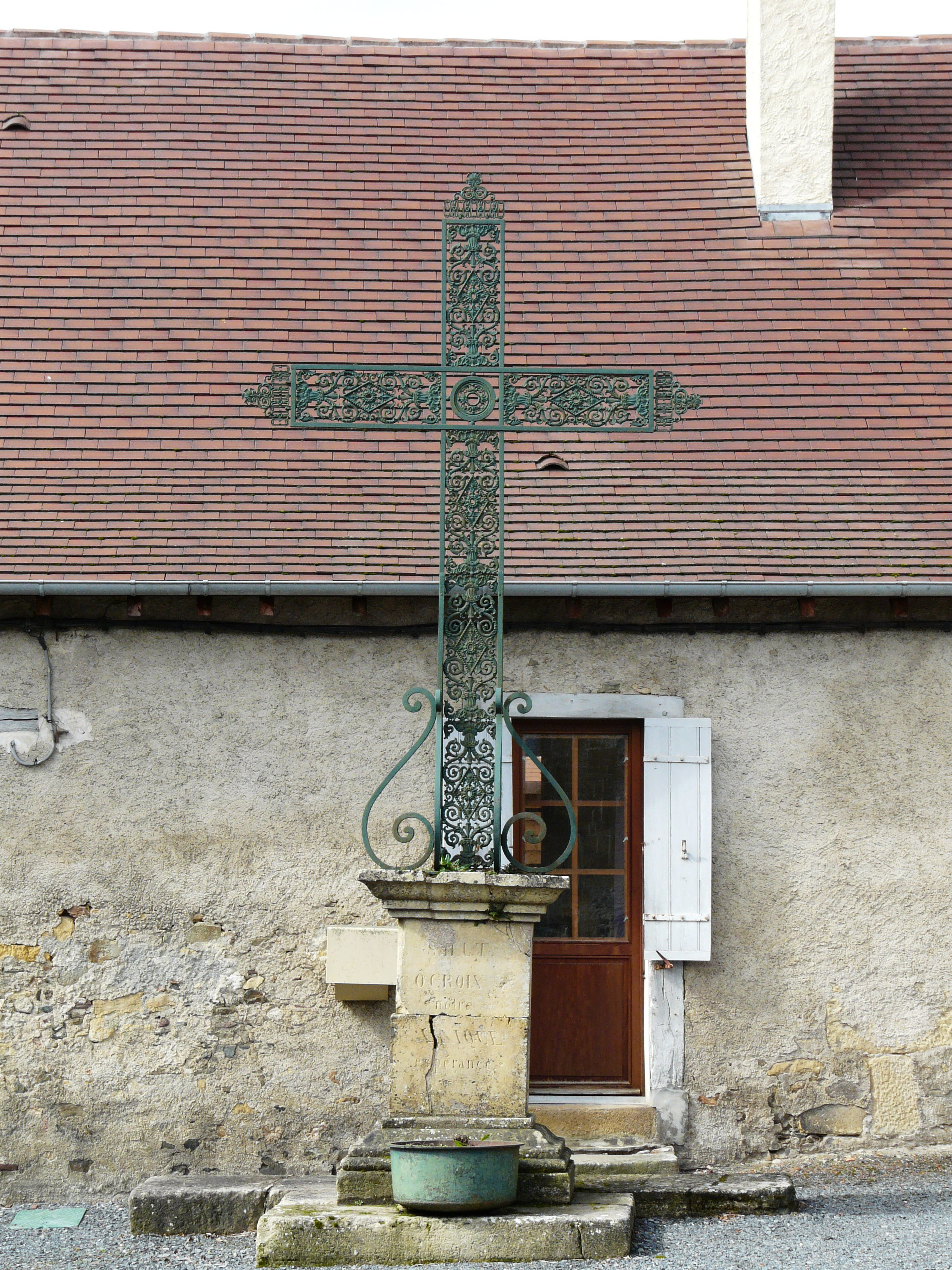
Croix monumentale dans le village de Dussac.
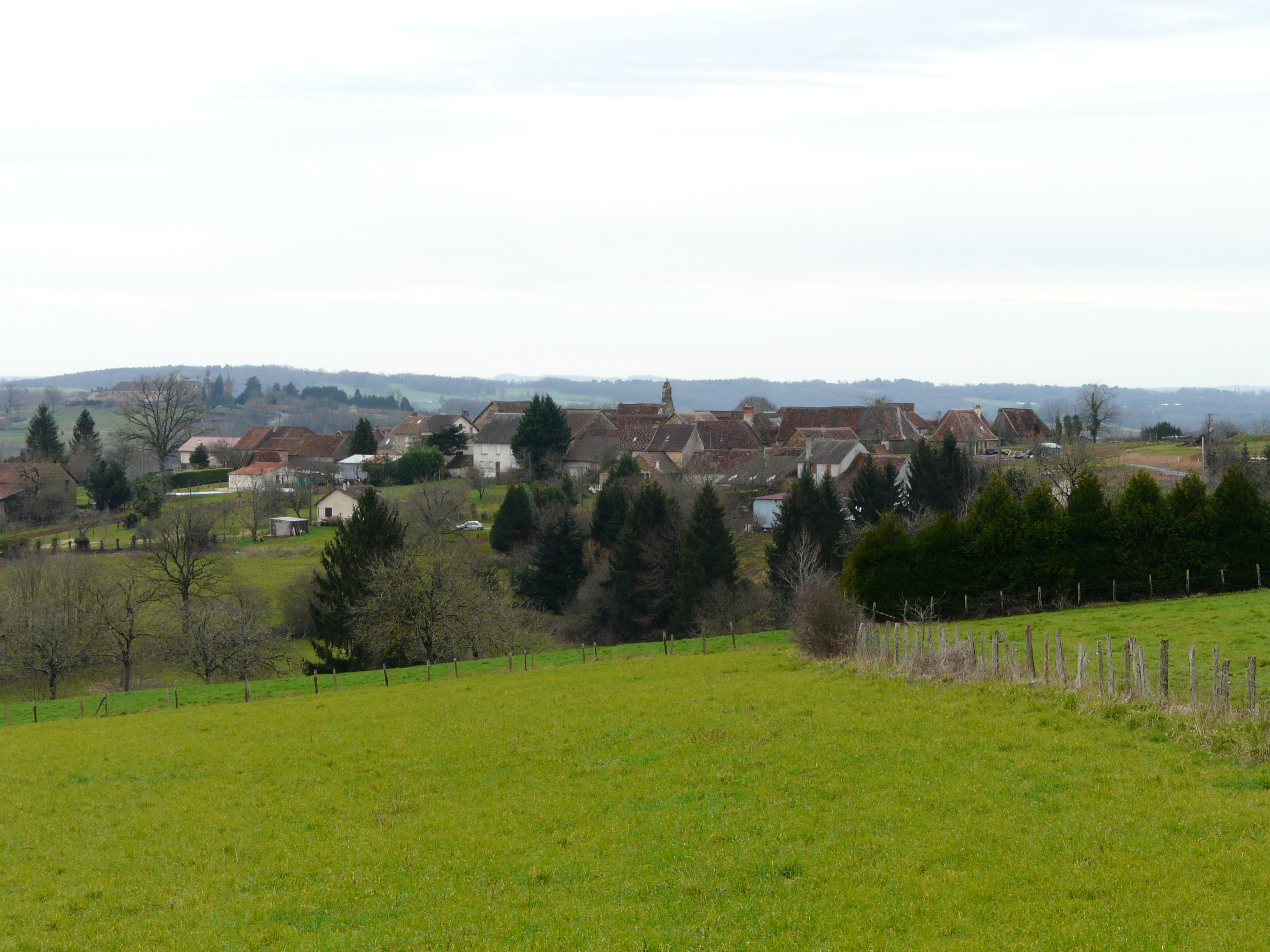
Le village de Gandumas.

### Patrimoine naturel
À l'est et au nord-est, en limite du territoire communal, la vallée de la Loue et une partie de celle de son affluent, le Mulet, appartiennent à une zone naturelle d'intérêt écologique, faunistique et floristique (ZNIEFF) de type 1, à dominante forestière,.

### Personnalités liées à la commune
- Bernard de Chauveron (~ 1534-1599) fut l'un des plus notables seigneurs de Dussac appartenant à la famille de Chauveron, laquelle posséda cette seigneurie depuis la fin du XIVe jusqu'au début du XVIIIe siècle[69].
- Charles de Courthille (1840-1903) : officier de marine né à Dussac.
- Guy Ducoloné (1920-2008), résistant communiste déporté à Buchenwald, député de 1964 à 1988 et vice-président de l'Assemblée nationale de 1981 à 1986.

## Pour approfondir